# Radzięcin

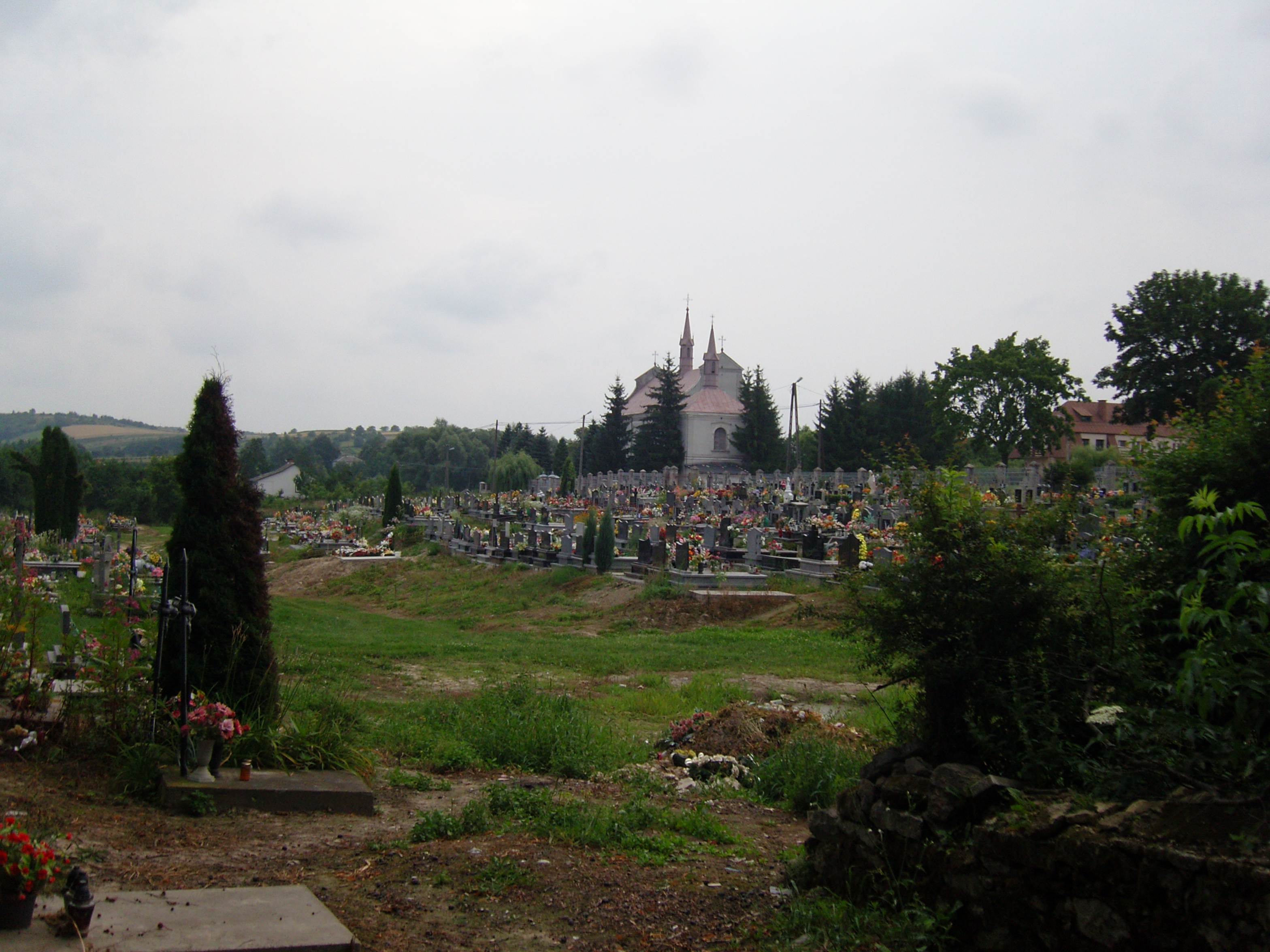
Cmentarz w Radzięcinie

Radzięcin – wieś w Polsce, położona w województwie lubelskim, w powiecie biłgorajskim, w gminie Frampol, nad rzeką Biała Łada.
W latach 1975–1998 miejscowość administracyjnie należała do województwa zamojskiego.
Wieś jest sołectwem w gminie Frampol. Według Narodowego Spisu Powszechnego z roku 2011 wieś liczyła 695 mieszkańców i była największą miejscowością gminy.
Wieś jest siedzibą rzymskokatolickiej parafii św. Kazimierza Królewicza w Radzięcinie.

## Części wsi
| SIMC    | Nazwa                  | Rodzaj    |
| ------- | ---------------------- | --------- |
| 0887380 | Kolonia Helenowska     | część wsi |
| 0887397 | Kolonia Stanisławowska | część wsi |
| 0887405 | Zagródki               | część wsi |
| 0887411 | Zakościele             | część wsi |

## Historia wsi
Rodowód wsi sięga XIV wieku, nazwa wsi  miała różne brzmienie w dokumentach źródłowych i tak w 1377 r. nazywana była Radzanczyn, 1405 r. Radzeczin, 1430 r. Radzaczyn, 1474 r. Radzączyn, 1529 r. Radzączyn i 1531 r. Radaczin. 
Pierwsze informacje o wsi pochodzą z roku 1377 w związku z nadaniem przez Ludwika Węgierskiego, rozległych włości w południowej Lubelszczyźnie Dymitrowi z Goraja, za zasługi dla kraju. Po śmierci Dymitra Radzięcin otrzymali w 1405 jego bratankowie: Prokop, Aleksander, Mikołaj i Andrzej, dziedzice Stojanic. Ich potomkowie, zwani początkowo Czuryłami a później Gorajskimi (w 1482 Radzięcin posiadali Jan i Mikołaj z Goraja po Andrzeju Czuryle) władali wsią aż do połowy XVII w. Wieś prawa wołoskiego, położona była w drugiej połowie XV wieku w województwie lubelskim. W XVI w. na części gruntów osadzono kilku pasterzy wołoskich, rodem z Siedmiogrodu. W II połowie XV w. wieś zamieszkiwało łącznie 14 rodzin chłopskich. Rozwój osadniczy okolic Radzięcina (lokowanie nowych wsi) stworzyły podstawy do erekcji parafii radzięcińskiej, co nastąpiło ok. 1552. Niestety funkcjonowała ona krótko, bowiem Adam Gorajski, aktywny działacz kalwiński, odebrał kościół katolikom przeznaczając go na zbór. Parafianie którzy nie pogodzili się z tą decyzją zmuszeni byli zaspokoić swoje potrzeby duszpasterskie w Goraju. Zbór radzięciński był dość prężnym ośrodkiem reformacji, szczególnie w II połowie XVII w., kiedy odbyło się tutaj wiele synodów (m.in. w 1662 skierowany przeciwko jezuitom). Od 1623 stał się Radzięcin rezydencją Zbigniewa Gorajskiego.
Dnia 21 grudnia 1634 w Radzięcinie Zbigniew Gorajski wystawił ważny dokument dla dalszych losów miasta Biłgoraj, zwany ordynacją, którym to m.in. potwierdził wszystkie nadania dla obywateli miasta udzielone przez swego ojca oraz uregulował szczegółowo wewnętrzną organizację miejską. Po śmierci ostatniego przedstawiciela rodu Gorajskich nastąpił podział dóbr. W 1665 klucz radzięciński otrzymała Bogumiła Barbara z Gorajskich Potocka. Jej drugim mężem został pułkownik Jan Butler, kasztelan podlaski, dowódca Regimentu rajtarskiego Hieronima Augustyna Lubomirskiego. W okresie od sierpnia 1696 do 1698 przez wieś przeszło blisko 50 chorągwi, wyrządzając kilkudziesięciu gospodarzom straty w wysokości 3749 złp. Żołnierze paśli na łąkach konie, brali podwody – czasem nawet do Wisły, wyrządzali szkody w ogródkach, „co chcieli to brali”, a także „ekscesa srogie po wsi robili”, wskutek czego 3 chałupy spaliły się a wielu chłopów odniosło rany. W okresie wojny północnej (w 1703) stacjonowali we wsi Szwedzi. Po śmierci Bogumiły Butlerowej rozgorzał spór majątkowy między roszczącymi sobie prawa do włości radzięcińskiej braćmi Suchodolskimi a bratankiem Jana – Markiem Butlerem. Ostatecznie wygrał ten drugi i w 1717 objął dobra w posiadanie. Dwa lata wcześniej, w okresie procesów o spadek, na mocy wyroku trybunału lubelskiego zamknięto zbór kalwiński, Po przejęciu go przez katolików stał się filią parafii Goraj.
Innowierców przymusowo przepisano na wiarę katolicką. W 1718 za staraniem Marka Butlera, erygowano parafię. W 1758 zbudowano murowany kościół pod wezwaniem św. Kazimierza Królewicza. Nieco później przy kościele powstał szpital – przytułek dla ubogich. W 1763 zadłużone (117 tys. złp) dobra otrzymał w zastaw Adam Mniszek. W 1773 miał miejsce kolejny podział majątkowy. Radzięcin, wraz z okolicznymi wsiami, przejął Kazimierz Ossoliński, mąż Anny Butlerowej, chorąży mielnicki. Część wsi tzw. Zakościele z pięcioma poddanymi, otrzymali Wisłoccy, podobnie jak niwę Kopytczyzna. W tym okresie znajdował się staw rybny, młyn wodny, karczma, pasieka, murowany pałac (zrujnowany) wraz ze stodołą i spichlerzem a liczba mieszkańców wynosiła 375 osób.
Na początku XIX wieku właścicielem Radzięcina i Abramowa został Hilary Krzęciejewski vel. Krzęciewski. W 1827 wieś liczyła 53 domy i 310 mieszkańców. W wyniku uwłaszczenia, 57 gospodarzy otrzymało 1072 morgi. W II połowie XIX w. znajdował się dwór z ogrodem, staw rybny, młyn wodny a w 1870 powstała szkoła. Folwark radzięciński liczył 1253 mórg. Chłopi dodatkowo parali się pszczelarstwem. Na przełomie XIX i XX w. miały miejsce przekształcenia własnościowe. Część folwarku rozparcelowano a resztę kupił zamożny sitarz biłgorajski Stanisław Matraś. W okresie międzywojennym jego majątek obejmował 125,5 ha z czego drobną część rozparcelowano. W 1921 Radzięcin liczył wraz z folwarkiem i koloniami 152 domy i 915 mieszkańców.
Podczas II wojny światowej folwark został zamieniony na Liegenschaft a miejscowi nauczyciele prowadzili tajne nauczanie. W 1943 oddział BCh dokonał rekwizycji kilkunastu furmanek (na folwarku i we wsi). W tym samym roku w czerwcu i lipcu wieś dotknęły częściowe wysiedlenia. Na to miejsce osadzono wysiedleńców z tomaszowskiego. Reforma rolna PKWN wyłączyła majątek Radzięcin od parcelacji i przeznaczyła na szkołę rolniczą. Od XIX wieku Radzięcin należał do gminy gorajskiej, a w 1955 przeszedł ostatecznie do frampolskiej.
Helenówka – część wsi. Powstała przed 1897. Koloniści zakupili z gruntów folwarcznych 67 ha. W 1905 liczyła 5 domów i 34 mieszkańców a w 1921 3 domy i 20 mieszkańców.
Stanisławowska Kolonia – część wsi. Powstała przed 1897. Koloniści zakupili z gruntów folwarcznych 128 ha. W 1905 liczyła 6 domów i 27 mieszkańców a w 1921r 8 domy i 60 mieszkańców.
Zagródki Kolonia – część wsi. powstała tuż przed I wojną światową. W 1921 liczyły 11 domów i 60 mieszkańców.

## Historia parafii Radzięcin

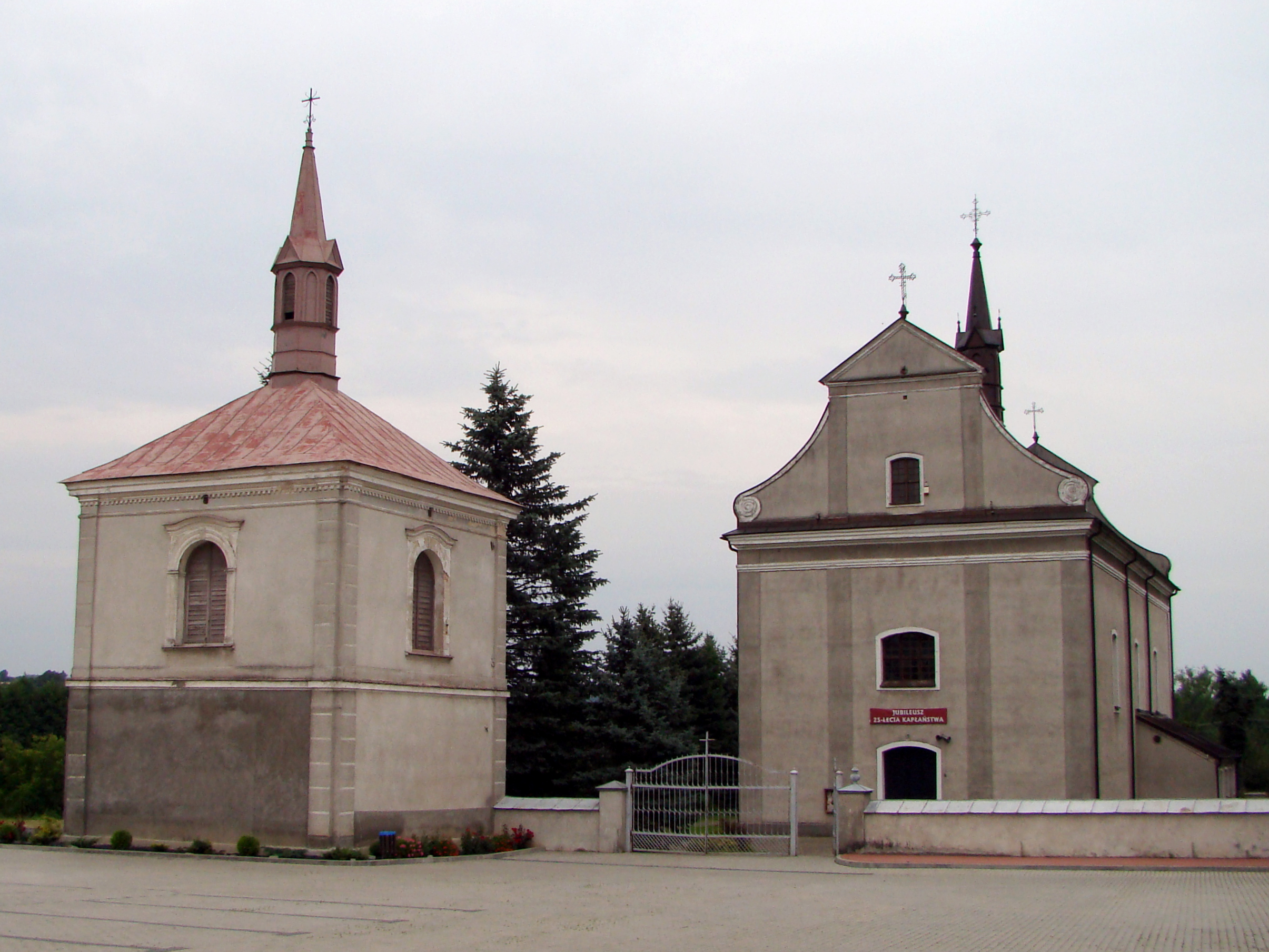
Kościół parafialny w Radzięcinie

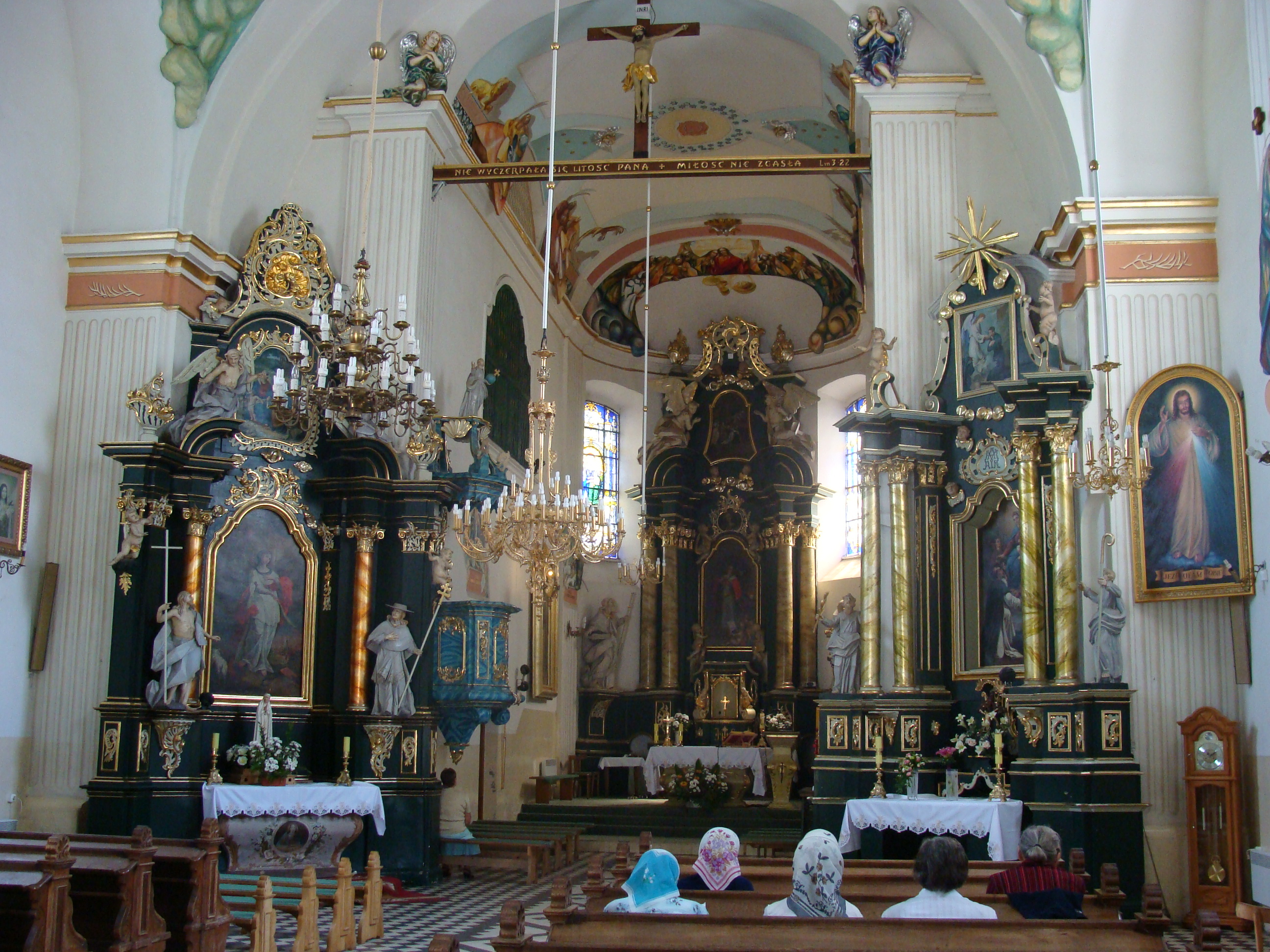
Wnętrze kościoła

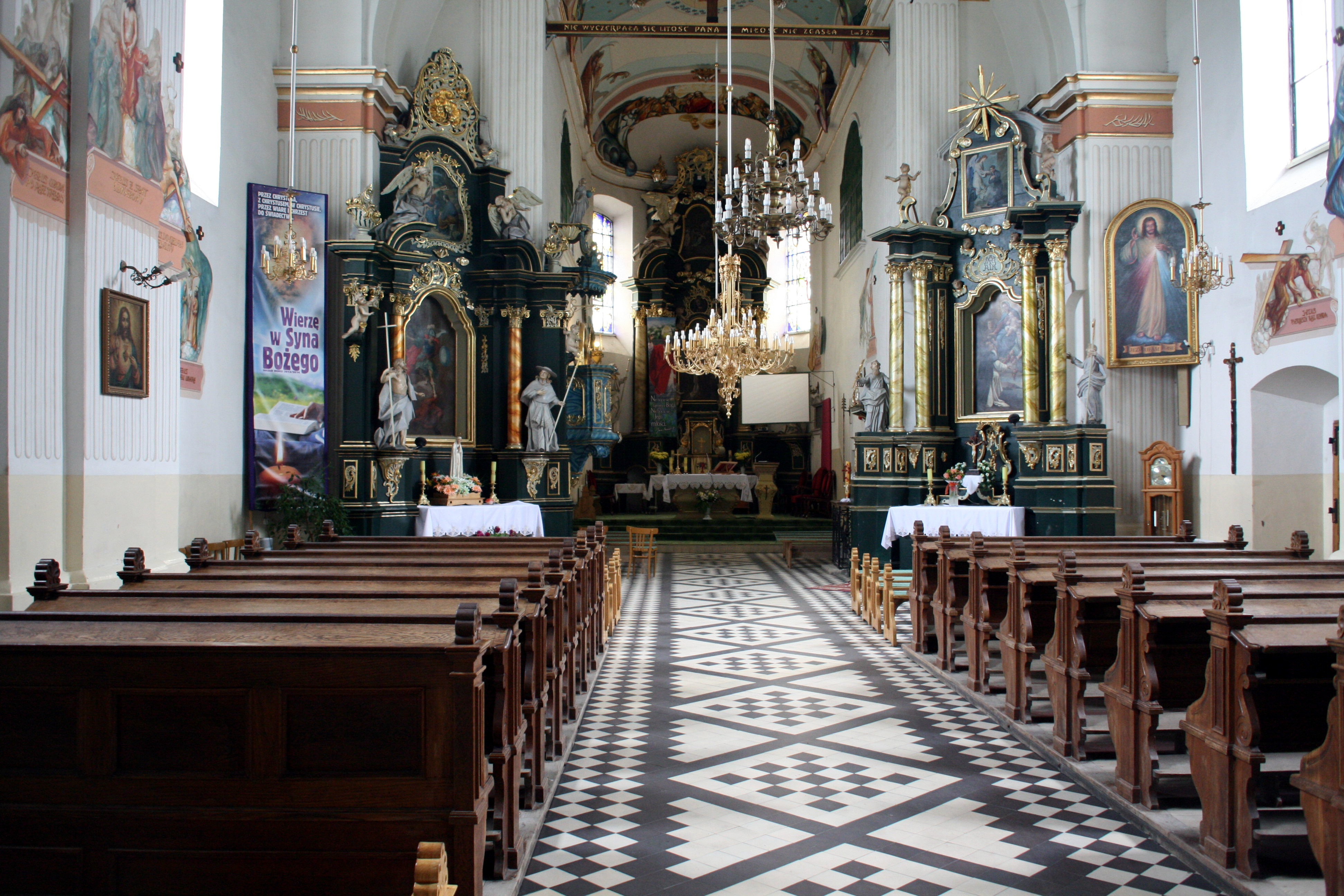
Wnętrze kościoła

Data pierwszej erekcji parafii w Radzięcinie to 1552. Powtórna nastąpiła w 1718. Jeszcze w w. XV Jan Długosz wspomina o Radzięcinie jako miejscowości należącej do parafii Goraj (Lib. Ben. II). Prawdopodobnie już w w. XVI istniał tu kościół parafialny, który w okresie reformacji przeszedł w ręce protestantów i wtedy też przestała istnieć parafia katolicka. Na początku w. XVIII, po odebraniu świątyni przez katolików, Radzięcin przez 3 lata (1715–1718) był filią Goraja.
Nowa parafia została uposażona przez hrabiego Marka Antoniego Butlera, starosty preńskiego. Obszerny jej teren został uszczuplony przez powstanie parafii we Frampolu oraz przez odłączenie części wsi Smoryń do parafii Trzęsiny. Zmieniała się także jej przynależność dekanalna (Urzędów, Szczebrzeszyn, a obecnie Biłgoraj). Ze względu na swój obszar już w w. XVIII posiadała wikariusza. W działalności duszpasterskiej nie zapominano o ubogich, prowadząc dla nich jeszcze w w. XIX szpital. W w. XIX na terenie parafii zamieszkiwały rodziny obrządku greckokatolickiego.
Kościół parafialny pw. św. Kazimierza. Poprzedni, prawdopodobnie parafialny, istniał w XVI wieku. Przed 1595 zamieniony na zbór kalwiński, odebrany  w 1715. Obecny kościół został wzniesiony w 1758, konsekrowany w 1794 przez bpa Jana Kantego Lenczowskiego. W 1831 w czasie burzy kościół został uszkodzony (remont w 1837). W 1923 dobudowano od strony południowej kamienną kruchtę. Pokryty blachą w 1928. Położony na cmentarzu otoczonym starym murem oraz (niegdyś) wieńcem starych lip. Odnawiany w latach 1995-2000.

### Opis kościoła
Kościół postawiono na planie prostokątnym orientowanym ku wschodowi. Posiada  jedną nawę, z wyodrębnioną od strony wschodniej apsydą. Nawa dwuprzęsłowa z węższym prezbiterium, przy którym od północy dawna zakrystia (obecnie skarbczyk), od południa dawny skarbczyk (obecnie zakrystia) z lożami na piętrze. Przy nawie od strony południowej, później przybudowana prostokątna, wydłużona kruchta.
Wnętrze nawy rozczłonkowane przyściennymi filarami. Sklepienia w nawie kolebkowe na gurtach, w prezbiterium kolebkowe z lunetami, w zakrystii, skarbczyku i lożach kolebkowe. Chór muzyczny koniec w. XVIII, murowany, wsparty na trzech arkadach z wybrzuszonym parapetem (część środkowa nowsza). Fasada rozczłonkowana lizenami, zwieńczona szczytem z wolutami po bokach; analogiczny szczyt od zachodu. Dach wspólny dwuspadowy z wieżyczką na sygnaturkę, kryty blachą. Portal z nawy do kruchty kamienny, barokowy koniec w. XVIII.
Rokokowe ołtarze wykonano przed 1792, być może przez stolarza Wawrzyńca Bieleckiego. Ołtarz główny (odnawiany w 1923), wypełniony jest rzeźbami śś. Doroty, Jakuba i aniołów oraz obrazem św. Kazimierza, na zasłonie eksponowany obraz Najświętszego Serca Pana Jezusa (1928 r.) z nierozpoznaną sceną męczeństwa w zwieńczeniu. Lewa część ołtarza przy tęczy posiada rzeźby św. Jana Chrzciciela, św. Karola Boromeusza i aniołów oraz obrazy, św. Michała Archanioła, św, Agnieszki na zasuwie i św. Rodziny w zwieńczeniu (praca z 2. poł. w. XVIII) prawa przy tęczy z rzeźbami Aarona i Mojżesza i obrazem MB Różańcowej.
Ambona również rokokowa wykonana po 1778 przez stolarza Wawrzyńca Bieleckiego. Chrzcielnica  rokokowa z rzeźbą św. Jana Chrzciciela z końca  XVIII w. Kropielnica z dawnej chrzcielnicy wykonana w stylu klasycystycznym z kamienna pochodzi z początku w. XIX. Kropielnica wykonana z  fragmentu dawnego nagrobka z 2. poł. w. XVIII.
Na belce tęczowej krucyfiks barokowy z 2. połowy  XVIII w. Tablica konsekracji kościoła z 1794. Epitafium Franciszka Kurzątkowskiego (zm. w 1848). Nawa główna i prezbiterium malowane w 1946 przez prof. Podobińskiego z Zamościa (odnawiane przez Mariana Peckę z Frampola w 1969 r.). Ławki i konfesjonały dębowe dostosowane stylem do kościoła (1957–1958). Na chórze muzycznym 12-głosowe organy wykonane około r. 1890 (poprawiane w okresie międzywojennym i w 1957).
Obok kościoła stoi murowana dzwonnica z 1905, a na niej dzwony (420 kg i 260 kg) wykonane w Przemyślu przez firmę Felczyńskich. W 1960 dzwony konsekrował bp H. Strąkowski.

## Inne obiekty sakralne parafii
1. Kościół filialny, pw. MB Królowej Polski, w Jędrzejówce, z lat osiemdziesiątych XX w., według projektu inż.: Elżbiety Mącik, Ewy Lebiedzkiej-Nowakowskiej i Fortunata Nowakowskiego, murowany, kryty blachą.
2. Kościół filialny, pw. Przemienienia Pańskiego, w Komodziance, z r. 1999, murowany z cegły, pokryta blachą, wzniesiony na miejscu poprzedniej drewnianej, poświęcony, w r. 1999, przez bpa Mariusza Leszczyńskiego.
3. Kapliczka przydrożna w Teodorówce. Drewniana, drążona w pniu, z trzech stron otwarta, górą obciosana na kształt daszka namiotowego, obita blachą.
4. Kapliczka w Hoszni Abramowickiej z rzeźbą Chrystusa Frasobliwego na słupie kamiennym (r. 1832).
5. Kapliczka w Radzięcinie z przełomu w. XIX/XX. Drewniana, czworoboczna z trzech stron oszalowana, daszek dwuspadowy. Wewnątrz rzeźba św. Mikołaja z w. XVIII.
6. Figury przydrożne w Radzięcinie: 1. Wzniesiona w r. 1802. Na kamiennym czworobocznym słupie kapliczka z trzech stron otwarta z daszkiem czterospadowym. Wewnątrz rzeźba Chrystusa Frasobliwego, ludowa. 2. Kamienna w kształcie słupa z kapliczką. Wewnątrz rzeźba Chrystusa Frasobliwego, ludowa.

## Cmentarz rzymskokatolicki

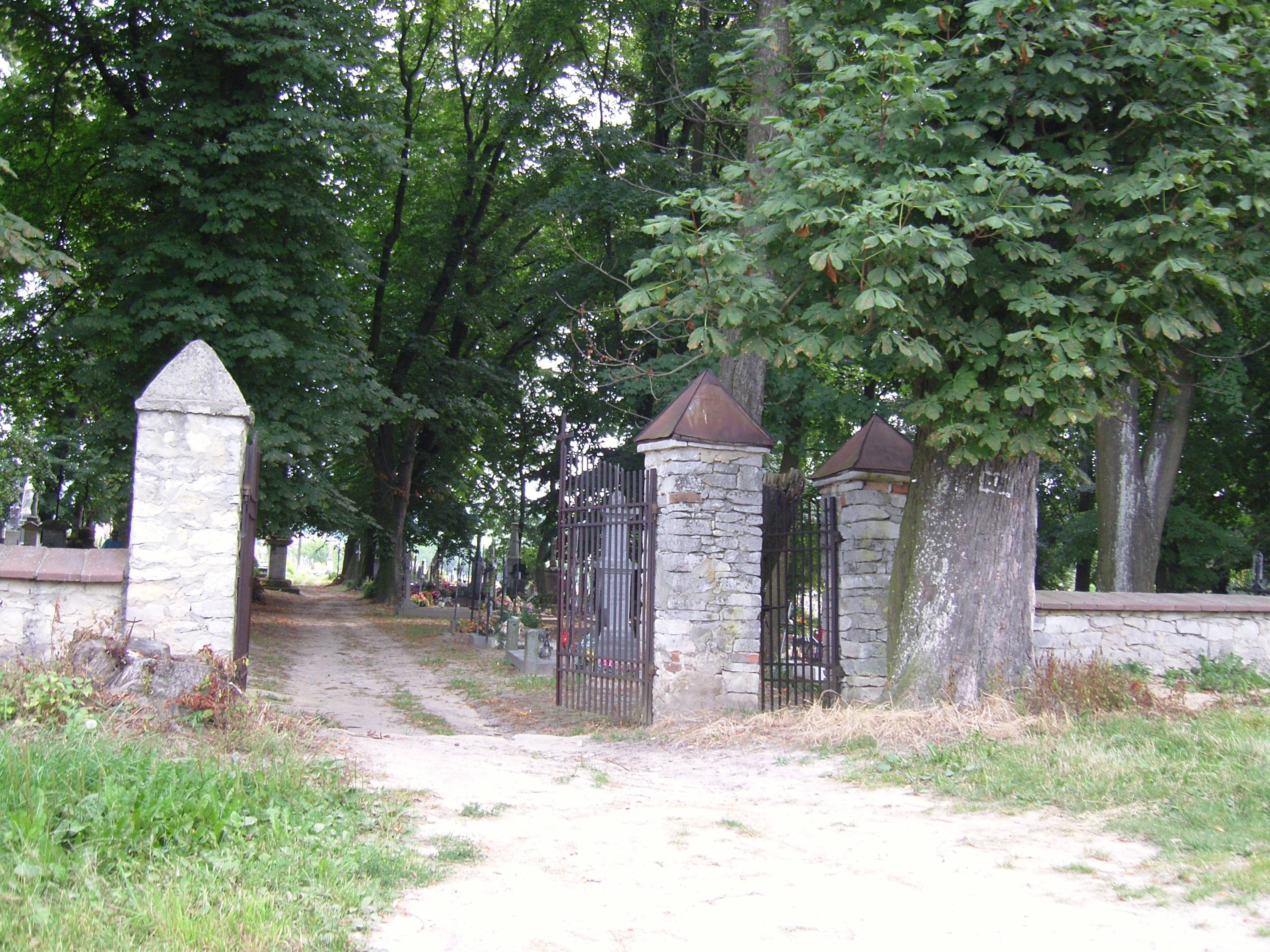
Wejście na stary cmentarz w Radzięcinie

Czynny, założony i poświęcony przez ks. Macieja Kwiatkowskiego 1 listopada 1852 r. Posiada kształt wydłużonego, nieregularnego ośmioboku o pow. 2,5 ha i układzie kwaterowym. Stara część cmentarza w kształcie prostokąta, podzielona na dwie kwatery biegnącą przez środek alejką. W nowej pochówki w rzędach. Starą część cmentarza od zachodu i południa otacza XIX - wieczny mur z kamienia wapiennego, z pozostałych stron metalowe przęsła przy metalowych i murowanych słupach.

## Park Papieski
W bliskim sąsiedztwie kościoła został założony park imienia Jana Pawła II, Inicjatywa - ks. prob. R. Beker, ks. W. Nazarczuk. W parku stoją kamienie z płaskorzeźbami przedstawiającymi drogę krzyżową i tajemnice różańca.

Park Papieski w Radzięcinie
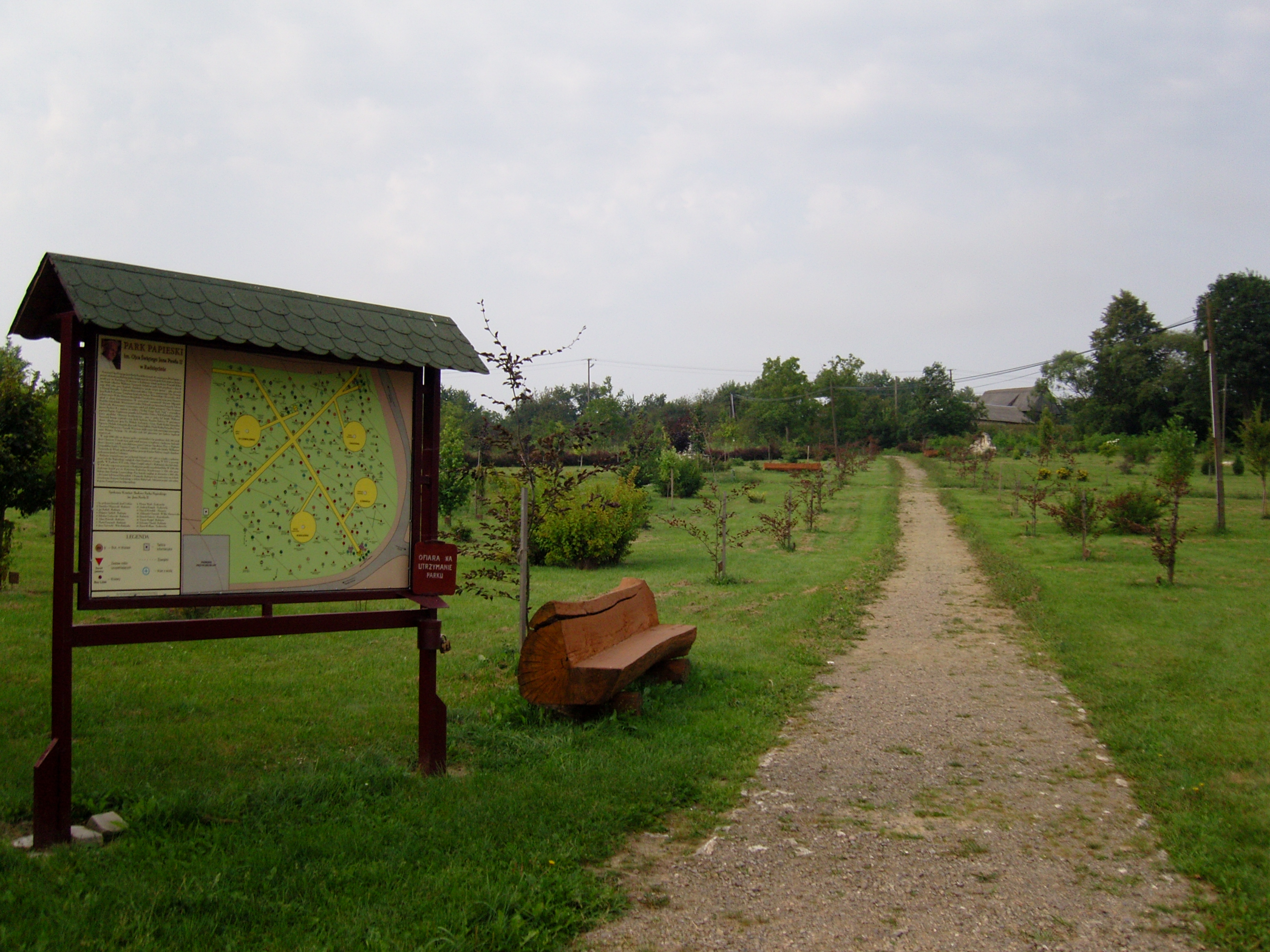
Park im. Jana Pawła II
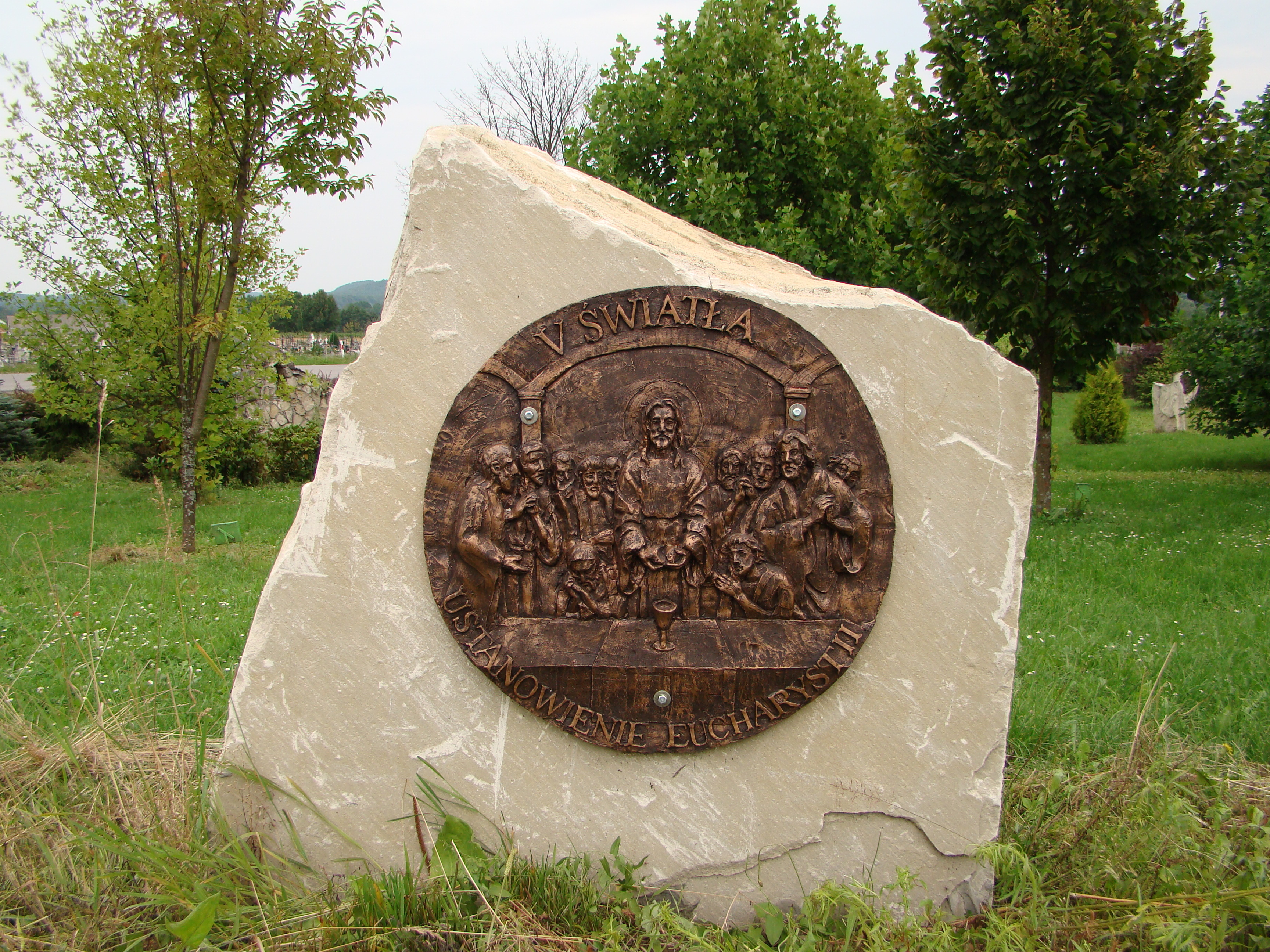
Kamień przedstawiający drogę krzyżową